# ミズワラビ
ミズワラビ（水蕨、学名：Ceratopteris thalictroides）は、シダ植物門ホウライシダ科に属するシダである。分類によってはイノモトソウ科やミズワラビ科 (Ceratopteridaceae) とする場合もある。シダとしては珍しい水草で、水中、あるいは湿地に生える。熱帯地方に広く分布し、日本では本州中部以南に分布する。ただし現在では日本本土のものを同属の別種（ヒメミズワラビ）としており、本種に当たるのは南西諸島のものだけである。

## 特徴
一年生の草本だが、暖地では越冬する。根茎は斜めに立ち、少々の鱗片がある。葉には栄養葉と胞子葉の2形が明瞭で、胞子葉の方が背が高くて裂片が細い。いずれにしても葉柄は緑、葉身は淡緑色で草質である。
栄養葉は葉柄の長さは11-20cm、翼があって淡褐色から薄い赤褐色で卵形の鱗片があるが、早くに脱落する。葉柄が葉身に比べて長いのが本種の特徴であり、時に葉柄の方が葉身より長くなる。葉身は長さ6.5-17cm、幅3.7-7.4cmで全体としては三角形をしており、2回羽状から3回羽状に深く切れ込む。葉脈は網状で縁に達しない。葉身の主軸には翼があり、側羽片は4-7対で3角状の卵形で柄がある。小羽片は長さ0.6-1.2cm、幅0.3-0.7cmでその先端は鈍く尖り、縁には鋸歯がない。また羽片の基部に無性芽を生じることがある。
胞子葉は葉柄の長さ11-20cm、葉身は長さ20-32cm、幅11-21cmで全体としては三角形から三角状卵形をしており、2回か3ら3回羽状複葉となる。側羽片は8-12対あり、小羽片は長さ1.4-2.8cmに対して幅0.1-0.2cmとごく細長くなっており、鋸歯はなく先端は鋭く尖る。また胞子葉は長く伸びると反り返る。
胞子嚢群は線形をなし、胞子葉の裏面の脈上に配置する。ただし葉の縁が反り返って胞子嚢群を覆う。

## 分類（ミズワラビ属）
ミズワラビ属の分類は混乱が多い。11の種が記載されてきたが、それらの植物が高度に多型的であることから、種の範囲は混乱してきた。極端な判断では、本属のものすべてをC. thalictroidesという種にまとめてしまう説さえある。本属の包括的なモノグラフとして認められているものはLloydが1974に出したものであるが、彼は記載されている11の種を4つにまとめた。この扱いでは日本産の種はC. thalictroidesであるとされた。
Masuyama & Watano (2010) は従来一括りとされてきた Ceratopteris thalictroides よりミズワラビ（学名: Ceratopteris thalictroides）、Ceratopteris gaudichaudii var. gaudichaudii、ヒメミズワラビ（学名: Ceratopteris gaudichaudii var. vulgaris、新変種）、Ceratopteris oblongiloba（新種）、Ceratopteris froesii を細分したが、これらを Hassler (2018) は以下のような扱いとしている。
| Masuyama & Watano (2010)                                               | Hassler (2018)                                                                     |
| ---------------------------------------------------------------------- | ---------------------------------------------------------------------------------- |
| ミズワラビ Ceratopteris thalictroides (L.) Brongn.                     | C. thalictroides Brongn. subsp. thalictroides                                      |
| C. gaudichaudii Brongn. var. gaudichaudii                              | C. thalictroides subsp. gaudichaudii (Brongn.) Fraser-Jenkins & Pariyar のシノニム |
| ヒメミズワラビ C. gaudichaudii Brongn. var. vulgaris Masuyama & Watano | C. thalictroides subsp. gaudichaudii (Brongn.) Fraser-Jenkins & Pariyar のシノニム |
| C. oblongiloba Masuyama & Watano                                       | 独立種                                                                             |
| C. froesii Brade                                                       | C. thalictroides Brongn. subsp. thalictroides のシノニム                           |

日本のものはこのうちの2種、ミズワラビとヒメミズワラビである。この2種ではヒメミズワラビの方がやや小型であるが、変異の幅は重なりが多く、大きさで判断するのは難しい。葉身と葉柄との比では本種の方が葉身に対して葉柄が長い。
なお、ヒメミズワラビは日本の他にアジアから太平洋まで分布があるが、基本変種 var. guadichaudii はグアム島の固有種であるとのこと。

## 分布
Irudayaraj, (2011)には以下のような国名が分布域としてあげられている。
アメリカ合衆国（フロリダ州）、アンゴラ、インド（ケーララ州、タミル・ナードゥ州）、ウガンダ、エクアドル、エチオピア、エルサルバドル、オーストラリア、ガーナ、ガイアナ、ガボン、カメルーン、グアテマラ、グアム、コートジボワール、コスタリカ、コロンビア、コンゴ民主共和国、ザンビア、シエラレオネ、ジャマイカ、ジンバブエ、スーダン、スリナム、スリランカ、スワジランド、セイシェル、セネガル、ソマリア、ソロモン諸島、タイ、タンザニア、中華人民共和国（広西チワン族自治区、広東省）、トーゴ、ナイジェリア、ナミビア、ニカラグア、日本（九州、本州、四国）、ネパール、パナマ、パプアニューギニア、フィリピン、プエルトリコ、ブラジル、フランス領ギアナ、ブルンジ、ベトナム、ベネズエラ、マダガスカル、ミクロネシア連邦、南アフリカ共和国（クワズール・ナタール州）、南スーダン、メキシコ、モザンビーク、リベリア
ただし、これは細分前の種の範囲に基づくものと思われる。細分語の種の区分に基づく海老原(2016)によると、日本では琉球列島の沖永良部島以南に分布する。国外では中国、台湾、南アジア、東南アジア、オーストラリア、ハワイ、ミクロネシア、中米に分布する。すなわちアフリカなどは分布域に含まれない。
なお、従来は本種が日本本土にも分布するとされてきたが、現在では上記以北のものは別種ヒメミズワラビ C. guadichaudii var. vulgaris とされる。
この2種はいずれも4倍体で有性生殖を行う。どちらも雑種起源で、共通の片親を持つが、もう片親が別の種であるものと推定されている。

## 利用

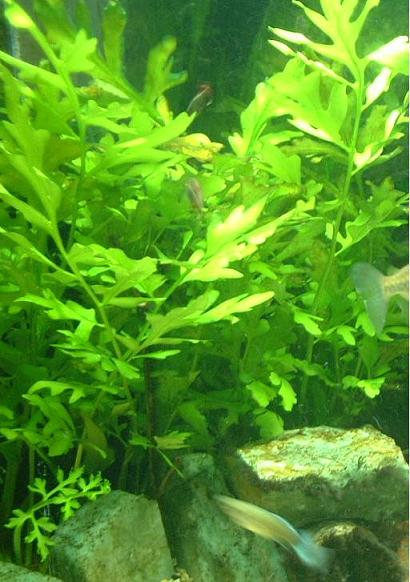
ミズワラビの一種ウォータースプライト

よく育つ地域では葉を食用にする。日本でも用いられたようだが、現在では除草剤のためか、他の多くの水田雑草と共に姿を消している場所が多く、食用とされるほどには手にはいらない。
より多く見かけるのは熱帯魚の水槽の中である。熱帯魚用の水草としてよく販売されており、ウォータースプライト(Water Sprite)の名で流通している。あるいは水面に浮かせてその根を小魚の産卵場所に使う場合もある。より葉のきめの細かいタイプがベトナム産とされる。